# Kollmannita
Kollmannita es un género de foraminífero bentónico considerado un sinónimo posterior de Oberhauserella de la familia Oberhauserellidae, de la superfamilia Duostominoidea, del suborden Robertinina y del orden Robertinida. Su especie tipo era Globigerina ladinica. Su rango cronoestratigráfico abarcaba el Triásico.

## Clasificación
Kollmannita incluía a las siguientes especies:
- Kollmannita cordevolica †
- Kollmannita depressa †
- Kollmannita diplotreminaeformis †
- Kollmannita gemmaeformis †
- Kollmannita ladinica †
- Kollmannita multiloculata †
- Kollmannita praeladina †
- Kollmannita tirolica †